# Hartekamp

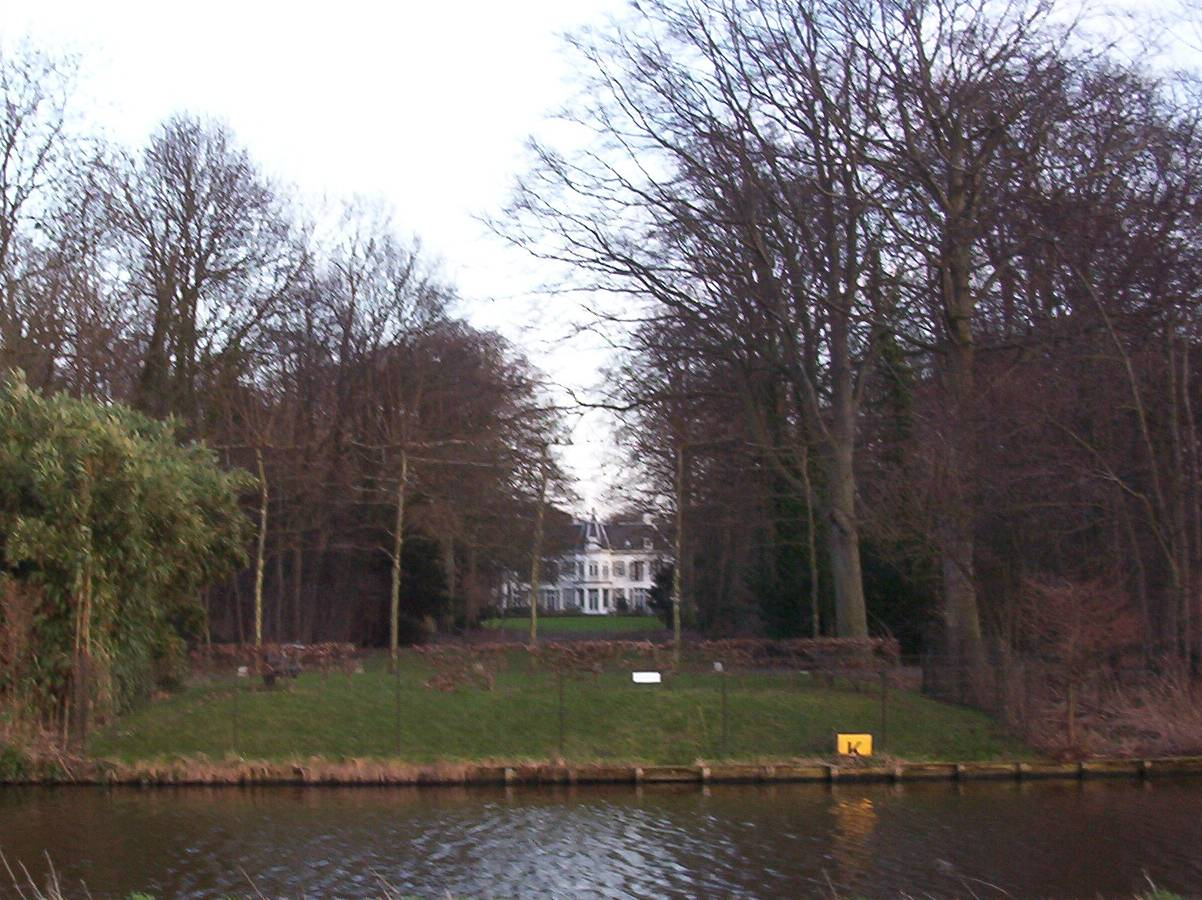
Zicht op de Hartekamp van de Leidse trekvaart. Weinig blijft over van de 'Hortus Cliffortianus' zoals Linnaeus het toen kende.

Plattegrond van de Hartekamp in 1708.

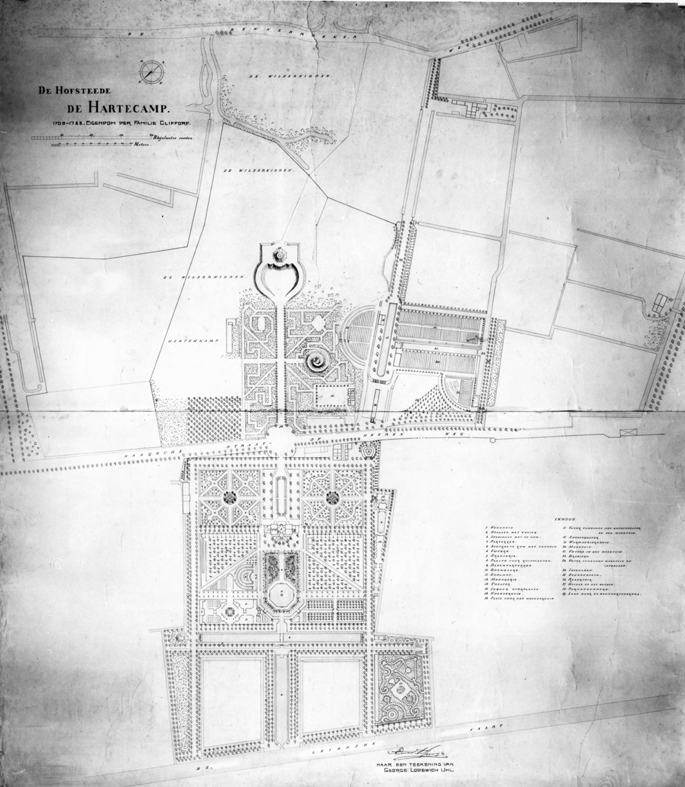
Plattegrond Hartekamp met Overplaats tussen 1735 en 1760, kopie door L.A. Springer (1902) naar een origineel in slechte staat van G.L. Uhl

De Hartekamp, of Hartecamp is een buitenplaats in de gemeente Heemstede, gelegen vlak bij Bennebroek. Sinds 1952 is op de Hartekamp een instelling voor de zorg aan mensen met een verstandelijke beperking gevestigd. Landgoed de Hartekamp is een rijksmonument. De tuin is openbaar toegankelijk.

## Geschiedenis
Aanvankelijk in de 16e eeuw een boerenhofstede met de Haarlemse familie Van Berkenrode als eigenaar en voor 1662 Thorenvliet geheten. De Amsterdamse koopman Hendrik Zeegersz. van de Camp, eigenaar van 1662-1666, geldt als naamgever door zijn familienaam te verbinden met de aanwezige herten. Hij kocht grond van Adriaen Pauw. Zijn stiefzoon Gillis erfde de boerderij en het land, maar kon niet aflossen en verkocht de Hartekamp aan zijn zwager, de dichter Jacobus Heiblocq die van 1680 tot 1687 eigenaar was.
Het eigenlijke huis is kort na 1692 gebouwd door de zoon van Jacob F. Hinlopen, Johan Hinlopen (1648-1709), die fortuin maakte als postmeester van het Antwerps Postcomptoir [verantwoordelijk voor exploitatie van de postroute Amsterdam-Antwerpen]. Die post- en passagiersroute zou vanaf de opening van de Leidse trekvaart in 1657 steeds meer per trekschuit gaan dan per diligence, waardoor de 'achtertuin' aan de Leidse vaart meer als 'voortuin' diende. Ook de latere bekend geworden Hortus, tussen de Herenweg en Leidsevaart is toen ontworpen, blijkens een kaart van de hofstede uit 1708 van landmeter M. Walraven. Hinlopen liet een geometrische tuin en oranjerie aanleggen.

## Bankiersfamilie Clifford en Carl Linnaeus

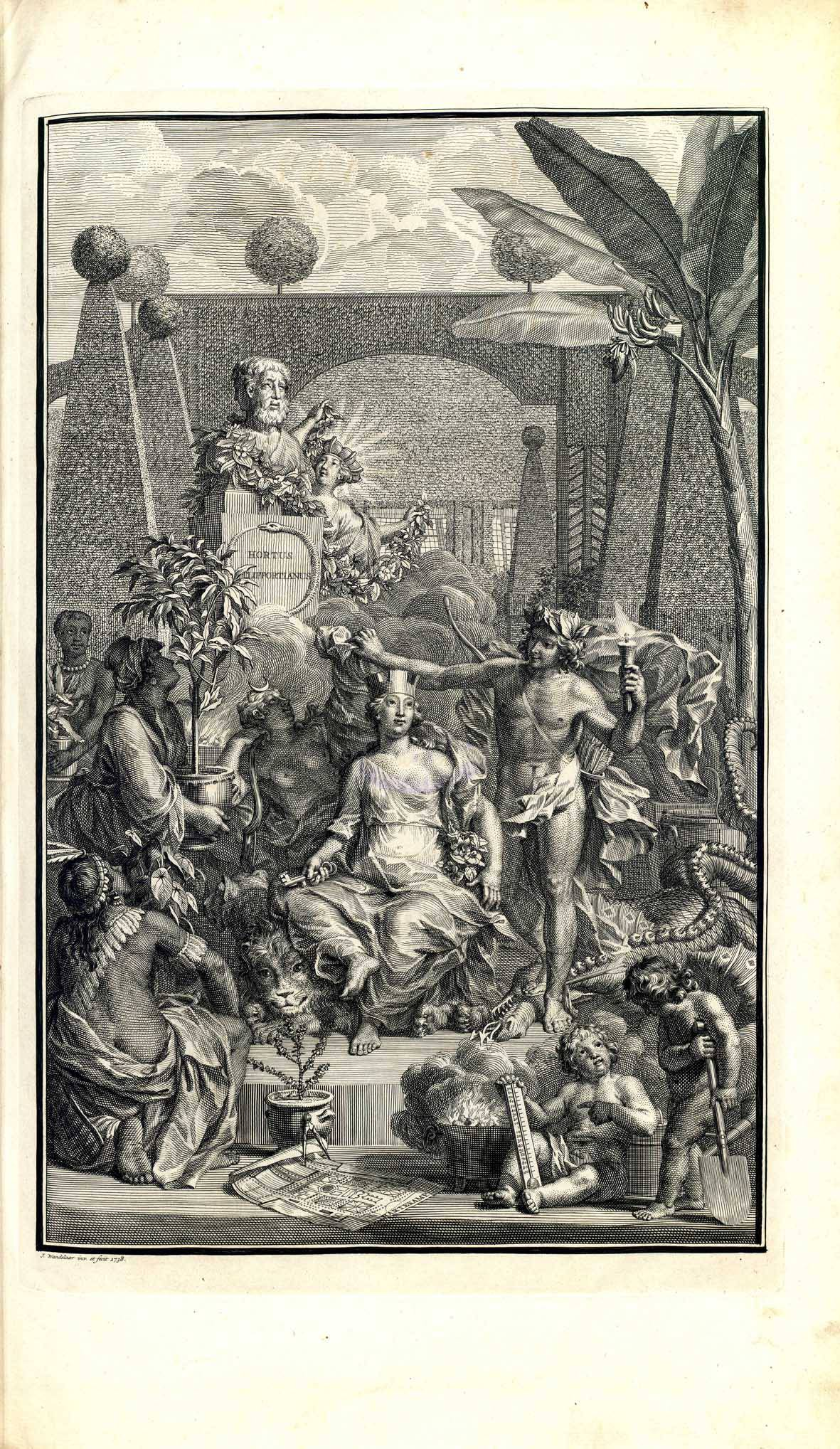
Frontispies door Jan Wandelaar (1690-1759) van Linnaeus, C. (1738), Hortus Cliffortianus. De gravure toont Moeder Aarde, gezeten op een leeuw en een leeuwin, de sleutels tot de tuin in haar hand. Aan haar voeten een pot met Cliffortia en een plattegrond van de tuin van de Hartekamp.

Onder drie generaties van het Amsterdamse koopmansgeslacht Clifford kwam de Hartekamp tot grote bloei in de achttiende eeuw. Van 1709 tot 1788 is de Hartekamp eigendom geweest van George Clifford sr. (1657-1727), diens enige zoon George jr. en diens jongste zoon Pieter (1712-1788). De 'bloei' kwam mede dankzij de Zweedse botanicus Carl Linnaeus die hier van 1736 tot 1738 woonde en werkte als lijfarts van George Clifford jr. en prefect van de tuin plus menagerie en natuurwetenschappelijke collecties (bibliotheek, herbarium, museum). Hier werkte hij ook aan diverse publicaties, waaronder zijn Hortus Cliffortianus (Amsterdam, 1738) waarin de plantencollectie op de Hartekamp beschreven wordt. In december 1772, tijdens een financiële crisis in Amsterdam als gevolg van de minder goede resultaten van de Engelse Oost-Indische Compagnie en de suikeroogst in Suriname, is bankierskantoor Clifford – en nog een aantal andere handelsondernemingen – failliet gegaan. In 1788 werd de Hartekamp door Pieter Clifford verkocht. In 1907 werd ten noorden van het landhuis het borstbeeld van Carolus Linnaeus geplaatst.

## Latere jaren
Gedurende de 19e eeuw waren telgen uit de geslachten Brants en Van Verschuer eigenaar van het landgoed. De oorspronkelijk geometrisch aangelegde tuin werd eerst door J.D.Zocher sr. (1764-1817) en later door zijn zoon J.D. Zocher jr. (1791-1870) gewijzigd in een landschappelijke aanleg. Omstreeks 1902 zijn onder architectuur van prof. dr J.A.G. van der Steur de zijvleugels aan het buiten gebouwd; kort na 1921 gevolgd door de thans van de straat af zichtbare naar voren springende zijvleugels, naar een ontwerp van de Amsterdamse architect H.C. Berchtenbreiter.
Vanaf 1921 tot de Tweede Wereldoorlog maakte het buiten een nieuwe bloei door, dankzij mevrouw Catalina von Pannwitz-Roth, afkomstig uit Berlijn, die over een rijke collectie oude kunst beschikte. De gevluchte keizer Wilhelm II bezocht vanuit Doorn 103 maal de Hartekamp. Ook prins Bernhard behoorde in die tijd tot de bezoekers. De Duitse Rijksmaarschalk en kunstverzamelaar Hermann Göring was weliswaar een minder gewenste bezoeker, maar dankzij de verkoop van enkele waardevolle stukken kreeg mevrouw Von Pannwitz een vrijgeleide naar Zwitserland en ontving zij de toezegging dat de Hartekamp nimmer door Duitsers zou worden bezet. Na de bevrijding zijn deze gerecupereerde kunstschatten in het Rijksmuseum terechtgekomen. De overige kunst is later ten dele in New York geveild en ten dele verhuisd naar de enige dochter Ursula, die intussen in het Engelse Salesbury woonde na haar huwelijk met de achtste graaf van Chichester John Buxton Pelham.
In 1952 werd het landgoed te koop gezet en op 26 april 1952 aangekocht door de Broeders Penitenten uit Boekel, die hier een inrichting voor zwakzinnige jongens begonnen. Aanvankelijk in het hoofdgebouw, later in gebouwde paviljoens. Thans hoofdvestiging van de Hartekamp Groep, een instelling voor mensen met een verstandelijke of meervoudige beperking in de regio.

## Beheer
Het groen op de Buitenplaats wordt beheerd door de hoveniers van de Hartekamp Groep. Elke 5 jaar wordt het historisch beheerplan geactualiseerd.
Oplettende televisiekijkers herkennen de buitenkant van Hartekamp als Hotel De Rozenboom uit Goede tijden, slechte tijden. De buitenplaats staat decor voor het fictieve hotel uit de soapserie.
Ook was de Hartekamp decor in de televisieserie Bernard schavuit van Oranje, in de serie moest het de achterkant van Paleis Soestdijk voorstellen.